# Ministerium Stürgkh
Das Ministerium Stürgkh (3. November 1911 – 31. Oktober 1916; „Ministerium“ bezeichnete im damaligen Sprachgebrauch das ganze  Kabinett) war die vorletzte von Kaiser Franz Joseph bestellte Regierung der im Reichsrat vertretenen Königreiche und Länder (ab 1915 österreichische Länder, vulgo Cisleithanien). Ministerpräsident Stürgkh wurde am 21. Oktober 1916 ermordet.

## Amtszeit
Die Regierung folgte auf das dritte Kabinett von Paul Gautsch von Frankenthurn, das wegen der Teuerungsrevolte in Wien zurücktrat. K.k. Ministerpräsident wurde der 52-jährige Karl Stürgkh, verarmtes Mitglied der Fraktion der verfassungstreuen Großgrundbesitzer und Unterrichtsminister in den beiden vorangegangenen Ministerien Bienerth-Schmerling und Gautsch III.
Das Kabinett amtierte am Weg Österreich-Ungarns in den Ersten Weltkrieg. Stürgkh war einer der Exponenten der Kriegspartei, die starken Einfluss auf den alten Monarchen hatte, und arbeitete vom Frühjahr 1914 an mit Hilfe von kaiserlichen Verordnungen statt Gesetzen. Auf Stürgkhs Vorschlag vertagte der Kaiser den Reichsrat, sodass das Parlament zu den Kriegsvorbereitungen nicht Stellung nehmen konnte. Dies brachte Stürgkh, speziell bei den Linken, den Ruf eines „Diktators“ ein.
Cisleithanien war seit 1867 offiziell die im Reichsrat vertretenen Königreiche und Länder genannt worden, da vor allem die tschechischen Politiker sich nicht als Österreicher verstanden (und eine eigene Regierung in Prag forderten). Auf Vorschlag Stürgkhs entschied der Kaiser 1915, dass Cisleithanien nun als „die österreichischen Länder“ zu bezeichnen sei; entsprechende Anpassungen der Staatssymbole wurden verordnet (aber in der Praxis im Krieg kaum mehr durchgeführt). Widerspruch des Reichsrats war, da dieser trotz Forderungen auf Wiedereinberufung nach wie vor vertagt war, nicht möglich. Im Oktober 1916 wurde im Ministerium des Innern das Ernährungsamt eingerichtet, Vorläufer des späteren eigenständigen Ressorts.
Wegen seiner diktatorischen Politik wurde Stürgkh am 21. Oktober 1916 vom Sozialdemokraten Friedrich Adler erschossen. Zwei Tage später kehrte Innenminister Hohenlohe-Schillingsfürst aus einem längeren Krankenstand in sein Amt zurück und leitete die Regierung interimistisch.
Am 28. Oktober 1916 betraute der Kaiser den bisherigen gemeinsamen Finanzminister Ernest von Koerber mit der Regierungsbildung und das bisherige Ministerium mit der Fortführung der Geschäfte. Am 31. Oktober 1916 ernannte der Kaiser auf Vorschlag Koerbers die neuen Minister (Ministerium Koerber II). Drei Wochen später, am 21. November 1916, starb Franz Joseph I.
Gemeinsame österreichisch-ungarische Minister der Ära waren:
- Minister des Äußern: Alois Graf Lexa von Aehrenthal (bis 17. Februar 1912), danach Leopold Graf Berchtold von und zu Ungarschitz (bis 13. Jänner 1915), danach Stefan Graf Burián von Rajecz
- Gemeinsamer Finanzminister: Stefan Graf Burián von Rajecz (bis 20. Februar 1912), danach Leon Ritter von Bilinski (bis 7. Februar 1915), danach Ernest von Koerber (bis 28. Oktober 1916), dann Burián interimistischer Leiter
- Kriegsminister: Moritz Ritter Auffenberg von Komarów (bis 12. Dezember 1912), dann Alexander Freiherr von Krobatin (bis 12. April 1917)

## Minister
| k.k. Minister                                           | ab / bis                                                                 | Amtsinhaber                                           | Partei | k.k. Behörde                          | Anmerkung |
| ------------------------------------------------------- | ------------------------------------------------------------------------ | ----------------------------------------------------- | ------ | ------------------------------------- | --- |
| Ministerpräsident                                       | † 21. Oktober 1916 (ermordet)                                            | Karl Stürgkh                                          |        | Ministerratspräsidium                 | 1909–1911 Minister für Kultus und Unterricht (Bienerth, Gautsch III)                                                                           |
| Minister des Innern (1.)                                | bis 1. Dezember 1915                                                     | Karl Freiherr Heinold von Udynski                     |        | Ministerium des Innern                | 1912 auch betraut mit dem Ackerbauministerium, vorher und nachher Landeschef Mährens                                                           |
| Minister des Innern (2.)                                | 1. Dezember 1915 bis 29. August 1916 (beurlaubt) und ab 23. Oktober 1916 | Konrad Prinz von Hohenlohe-Waldenburg-Schillingsfürst |        | Ministerium des Innern                | 1906 Ministerpräsident und Innenminister;August bis Oktober 1916 krankheitshalber beurlaubt                                                    |
| Minister des Innern (3.), (interimistischer) Leiter     | 30. August bis 23. Oktober 1916                                          | Erasmus Freiherr von Handel                           | CS     | Ministerium des Innern                | in Vertretung des erkrankten Ressortchefs mit der interimistischen Leitung betraut, vorher und nachher Landeschef Oberösterreichs              |
| Justizminister                                          |                                                                          | Viktor Ritter von Hochenburger                        |        | Justizministerium                     | |
| Minister für Kultus und Unterricht                      |                                                                          | Max Ritter Hussarek von Heinlein                      | CS     | Ministerium für Kultus und Unterricht | im Amt bis 23. Juni 1917 (Clam-Martinic); 1917 Freiherr; 1918 Ministerpräsident                                                                |
| Finanzminister (1.)                                     | bis 20. November 1911                                                    | Robert Meyer                                          |        | Finanzministerium                     | |
| Finanzminister (2.)                                     | ab 20. November 1911                                                     | Wenzel Graf von Zaleski                               |        | Finanzministerium                     | vorher Minister (für Galizien) und mit der Leitung des Ackerbauministeriums betraut                                                            |
| Finanzminister (3.)                                     | ab 9. Oktober 1913                                                       | August Freiherr Engel von Mainfelden                  |        | Finanzministerium                     | |
| Finanzminister (4.)                                     | ab 1. Dezember 1915                                                      | Karl Ritter von Leth                                  |        | Finanzministerium                     | |
| Handelsminister (1.)                                    | bis 21. September 1912                                                   | Moritz Freiherr von Roeßler                           |        | Handelsministerium                    | |
| Handelsminister (2.)                                    | ab 21. September 1912                                                    | Rudolf Freiherr Schuster von Bonnott                  |        | Handelsministerium                    | |
| Handelsminister (3.)                                    | ab 1. Dezember 1915                                                      | Alexander Spitzmüller von Harmersbach                 |        | Handelsministerium                    | in den nächsten beiden Kabinetten Finanzminister (Koerber II, Clam-Martinic); 7. September–4. November 1918 letzter gemeinsamer Finanzminister |
| Minister für öffentliche Arbeiten                       |                                                                          | Ottokar Freiherr Trnka                                |        | Ministerium für öffentliche Arbeiten  | bis 23. Juni 1917 (Koerber II, Clam-Martinic)                                                                                                  |
| Eisenbahnminister                                       |                                                                          | Zdenko Freiherr von Forster                           |        | Eisenbahnministerium                  | auch unter Bienerth 1908 / 1909; unter Clam-Martinic bis 23. Juni 1917                                                                         |
| Ackerbauminister (1.)                                   | bis 20. November 1911                                                    | Wenzel Graf von Zaleski                               |        | Ackerbauministerium                   | mit der Leitung betraut; Minister (inoffiziell Minister für Galizien), dann Finanzminister                                                     |
| Ackerbauminister (2.)                                   | ab 20. November 1911                                                     | Albin Braf                                            |        | Ackerbauministerium                   | |
| Ackerbauminister (3.)                                   | ab 2. Juli 1912                                                          | Karl Freiherr Heinold von Udynski                     |        | Ackerbauministerium                   | betraut (amtierender Innenminister) |
| Ackerbauminister (4.)                                   | ab 21. September 1912                                                    | Franz Freiherr von Zenker                             |        | Ackerbauministerium                   | |
| Minister für Landesverteidigung                         |                                                                          | Friedrich Freiherr von Georgi                         |        | Ministerium für Landesverteidigung    | seit 1907 (Beck, Bienerth, Gautsch III) und bis 1917 (Clam-Martinic) im Amt                                                                    |
| Minister (inoffiziell Staatsminister für Galizien (1.)  | bis 20. November 1911                                                    | Wenzel Graf von Zaleski                               |        | Ackerbauministerium                   | auch mit der Leitung des Ackerbauministeriums betraut, dann Finanzminister                                                                     |
| Minister (inoffiziell Staatsminister für Galizien) (2.) | ab 20. November 1911                                                     | Ladislaus von Dlugosz                                 |        | Ministerratspräsidium                 | |
| Minister (inoffiziell Staatsminister für Galizien) (3.) | ab 27. Dezember 1913                                                     | Zdzislaw Morawski-Dzierzykraj                         |        | Ministerratspräsidium                 | |

## Medien
- Hugo Portisch, Sepp Riff: Das Ende der Monarchie. Vom Reich zur Republik. Dokumentation, 1987, at, 90 Min.